# Liste der Naturdenkmale in Niederhosenbach
Die Liste der Naturdenkmale in Niederhosenbach nennt die im Gemeindegebiet von Niederhosenbach ausgewiesenen Naturdenkmale (Stand 15. Juli 2013).

## Naturdenkmale
| Nr.         | Bezeichnung | Lage                                            | Beschreibung                                                        | Bild                                    |
| ----------- | ----------- | ----------------------------------------------- | ------------------------------------------------------------------- | --------------------------------------- |
| ND-7134-432 | Rabenkanzel | nordwestlich des Ortes; Abteilung Görzheck Lage | Quarzitfelsen mit Umgebung; flächenhaftes Naturdenkmal, ca. 0,01 ha | Direkt Bild zu diesem Denkmal hochladen |